# Gabriel Girón
Gabriel Oscar Girón Villarreal, (Monterrey, Nuevo León, 27 de febrero de 1988) es un jugador de baloncesto con nacionalidad mexico-panameño que juega en Real Estelí de la  Liga de Campeones de Baloncesto de las Américas. Con 1,92 metros de altura juega en la posición de alero. Es internacional absoluto con México.

## Trayectoria deportiva

### Liga ABE (Asociación de Basquetbol Estudiantil)
Girón hizo su etapa universitaria con los Gallos del Centro de Estudios Universitarios (CEU) de la ciudad de Monterrey donde es Campeón de la Universiada Nacional 2011.

### Fuerza Regia de Monterrey
A la par de sus estudios, debuta como profesional en su natal Monterrey, Nuevo León con Fuerza Regia durante la temporada 2010-2011 donde tuvo números discretos (3.5 puntos, 1.1 rebotes en 7.1 minutos en cancha en 37 partidos). Al año siguiente es prestado a Panteras de Aguascalientes buscando tener más minutos de juego.

### Selección Universitaria de México
Es llamado a la Seleccionado Universitaria de México que participó en la Universiada 2011 en Shenzhen, China. Ahí coincide con Jorge Gutiérrez y Francisco Cruz, tiempo después se encontrarían nuevamente en la Selección Mayor.
En dicha Universiada, Gabriel fue el campeón canastero por lo que es convocado a la Preselección Mexicana que participaría en los Juegos Panamericanos 2011 en la ciudad de Guadalajara, Jalisco en México, sin embargo fue el último cortado junto a Lonnie Vázquez y no entra dentro de los 12 seleccionados que obtendrían la medalla de plata.

### Panteras de Aguascalientes y debut en Selección Mayor de México
Después de tener buenos números con Panteras (7.5 puntos, 2.8 rebotes, 1.7 asistencias y 1.5 robos en 23.3 minutos en 16 partidos) con lo que se ganaría su debut con la Selección de baloncesto de México en el Centrobasket 2012 que estaba al mando del español Josep Clarós.

### Regreso a Fuerza Regia
En la temporada 2012-13 regresa a Monterrey donde mantendría esos números (7.9 puntos, 2.8 rebotes y 1.9 asistencias) pero para la temporada 2013-14 sube considerablemente sus números (12.0 puntos, 3.6 rebotes y 2.7 asistencias) por lo que vuelve a ser convocado a la Selección para el Centrobasket 2014 donde se corona Campeón con la Selección de baloncesto de México pero nuevamente es cortado para un torneo importe. Minutos antes de que la selección mexicana de baloncesto partiera rumbo a España para disputar el Mundial de 2014, el entrenador del equipo, el español Sergio Valdeolmillos, le notificó a Gabriel que estaba fuera de la nómina.
Nuevamente una mala noticia para Gabriel llegó en ese 2014 al fracturarse el tercer y cuarto metacarpiano de la mano derecha lo cual lo ponía de cuatro a seis semanas fuera de toda actividad. La lesión se provocó por un choque con un compañero en uno de los entrenamientos semanales, teniendo que ser intervenido quirúrgicamente. No solo se perdió actividad con Fuerza Regia, sino que la lesión lo marginó de los Juegos Centroamericanos y del Caribe 2014 celebrados en la ciudad de Veracruz, Veracruz en México.

### Juegos Panamericanos 2015 y FIBA Américas 2015
En la temporada 2014-15 caen un poco sus números (9.5 puntos, 2.9 rebores y 2.0 asistencias) pero buenos para ser convocado nuevamente a la Selección para disputar los Juegos Panamericanos 2015 en la ciudad de Toronto, Canadá y para el Campeonato FIBA Américas de 2015 en la Ciudad de México.

### Logros en Selección Mayor de México
A partir de ese año, Gabriel ha sido convocado para casi todos los torneos importantes con la Selección de baloncesto de México con la que obtiene la medalla de plata en el Centrobasket 2016, medalla de bronce en la FIBA AmeriCup de 2017 y finalmente la medalla de plata en los Juegos Centroamericanos y del Caribe 2023.

### Campeón LNBP
Para la temporada 2016-17, Gabriel y el equipo de Fuerza Regia se coronan por primera vez en la LNBP, logrando además ser nombrado el mejor sexto hombre de la temporada.

### Capitanes de Ciudad de México
Al siguiente año, firma con Capitanes de la Ciudad de México, equipo que hacía su debut en la máxima competencia en la temporada 2017-18. La plantilla fue dirigida por el español Ramón Díaz quién en ese momento era el asistente de Sergio Valdeolmillos en la Selección de baloncesto de México y quién fue quien convenció a Gabriel de ir a Capitanes.
En Capitanes logró 2 subcampeonatos en las temporadas 2017-18 y 2018-19

### Paso fugaz por Dorados de Chihuahua y Leñadores de Durango
En la temporada 2019-20 nuevamente cambia de equipo para ir a jugar en el regreso de los Dorados de Chihuahua a la LNBP, donde tiene uno de los peores números de su carrera (3.9 puntos, 1.3 rebotes, 0.8 asistencias).
Después de la pausa por el COVID 19, opta por cambiar de equipo ahora con los Leñadores de Durango para la temporada 2020 donde recupera su mejor niver (12.8 puntos, 3.6 rebotes, 2.7 asitencias).

### Tercer regreso a Fuerza Regia y nuevamente Campeón LNBP
Para la temporada 2021 regresa a Fuerza Regia motivado por jugar al lado de uno de sus hermanos, Eduardo Girón y donde logra por segunda ocasión el título de la LNBP.

### Experiencia en el extranjero
A principios de 2022 decide probar suerte fuera de México y es prestado al Club Deportivo Valdivia de la Liga Nacional de Básquetbol de Chile.

### Refuerzo con Libertadores en BCLA
Al concluir la temporada 2022, Girón es anunciado como refuerzo de los Libertadores de Querétaro para disputar la Liga de Campeones de Baloncesto de las Américas 2022-23 bajo el mando de Omar Quintero, vigente entrenador de la Selección de baloncesto de México.

### Campeón en la LBE
Después de participar en la BCLA, Girón refuerza a los Toros Laguna en la Liga de Básquetbol Estatal de Chihuahua (LBE) donde se vuelve a reunir con su hermano Eddie y de paso, ser Campeón de la temporada 2023.

### Capitán en la Selección Mayor de México y Mundial de Baloncesto
Gabriel Girón es nombrado Capitán de la Selección de baloncesto de México que disputó la Copa Mundial de Baloncesto de 2023 cumpliendo así el sueño de ir a un Mundial en donde terminan en el vigésimo quinto puesto con marca de 2 victoria y 3 derrotas. En el último partido contra Jordania, Gabriel terminó con 21 puntos y 4 rebotes con lo que fue su mejor partido del Mundial

### 3er campeonato LNBP
Girón redondea un año excelente con la obtención de su 3er campeonato con Fuerza Regia en la temporada 2023.

### Refuerzo con Halcones en BCLA
En enero de 2024 Girón es anunciado como refuerzo de los Halcones de Xalapa para disputar la Liga de Campeones de Baloncesto de las Américas 2023-24 bajo el mando de Francisco Olmos Hernández con quién obtuvo el primer campeonato para Fuerza Regia en la temporada 2016-17.

### Halcones de Xalapa
En julio de 2024, el basquetbolista regiomontano anunció su salida de Fuerza Regia junto con Paul Stoll y Jordan Glynn para marcharse todos a los Halcones de Xalapa después de que los tres jugadores reforzaron a Xalapa en la Liga de Campeones de Baloncesto de las Américas 2023-24.
En agosto del mismo año, consigue la Copa Value 2024.
A finales de septiembre, durante la jornada 13,  sufrió un golpe en la mano izquierda en el primer juego de la serie ante Lobos Plateados de Puebla, los médicos especialistas encontraron una fractura del tercer y cuarto hueso metacarpiano por lo que fue intervenido quirúrgicamente manteniéndolo fuera de cualquier actividad física por un periodo aproximado de dos meses.

### Real Estelí
El 23 de diciembre de 2024 fue anunciado como la primera incorporación del Real Estelí de Nicaragua para disputar la Basketball Champions League Americas (BCLA) 2025, la máxima competición de baloncesto en América Latina.

## Vida personal
Girón nació en México de padre panameño y madre mexicana. Tiene dos hermanos que también son jugadores de baloncesto, Eduardo José y Daniel Óscar, este último representa a Panamá a nivel internacional.